# Monumento agli Alpini d'Italia
Il monumento agli Alpini d'Italia è una scultura in bronzo di Emilio Bisi posta in Piazza Giovanni XXIII a Milano.

## Descrizione dell'opera
Lo scultore Emilio Bisi, fratello di Maso Bisi, fondatore dell'Associazione Nazionale Alpini, realizzò la scultura per onorare il 5º Reggimento alpini ritraendo un avvenimento della guerra di Libia. Esaurite le munizioni, l'alpino Antonio Valsecchi della 51ª compagnia del battaglione alpini "Edolo" è ritratto mentre scaglia un macigno contro beduini che tentavano la scalata della "Ridotta Lombardia". Il monumento era destinato al cortile della caserma Majnoni in Via Pagano.
Erano presenti quattro targhe sul monumento:
- «Sorga così nella gloria / il V Reggimento Alpini / che alle alture libiche orbe di nevi / aggiunse le fedi delle Alpi d'Italia»
- «Insegna o Alpino a' tuoi echi nativi / i nomi delle belle vittorie / onde Italia dai libici lidi / protegge i suoi migranti pel mondo»
- «Commilitoni Comuni Sodalizi affini / questo segno ponendo al loro Reggimento / vedono l'alba sulle valli lombarde / salutando da esse tutta la Patria»
- «Questi che noi celebriamo caduti / vivono altrove lontani / sono nel profondo avvenire / sacra avanguardia a prepararvi l'Italia»

Altre targhe riportavano i nomi di battaglie e dei caduti. Il monumento doveva essere inaugurato l'8 ottobre 1914, ma la cerimonia fu annullata per lo scoppio della prima guerra mondiale. L'11 febbraio 1915 il monumento fu consegnato al comando del Reggimento.

## Spostamenti

### A Bergamo e il ritorno a Milano
Nel 1921 il 5º Reggimento alpini fu inserito nella 2ª divisione alpina, stanziata a Bergamo. Il monumento venne perciò là trasferito con inaugurazione il 15 giugno 1922.
Nel 1926 il Reggimento fu reinserito nella Brigata alpina di Milano e tornò a Milano anche il monumento sempre all'interno del cortile della caserma.

### L'attentato del 1928
Il 12 aprile 1928 ci fu un attentato a Vittorio Emanuele III all'inaugurazione della Fiera Campionaria. Tra le vittime  ci furono anche tre alpini del 5º Reggimento alpini. Il podestà Ernesto Belloni stabilì allora lo spostamento del monumento dal cortile in Via Pagano a spese del Comune. Il 16 dicembre 1928 il monumento fu riconsacrato ufficialmente.

### Lo spostamento del 1948
Domenica 21 novembre 1948 il monumento fu nuovamente inaugurato in Piazzale Cadorna, non più dedicato al 5º Reggimento alpini ma a tutti i caduti alpini.

### La collocazione attuale
Il monumento fu nuovamente spostato nel 1963. La nuova inaugurazione si tenne domenica 22 settembre 1963.
L'epigrafe recita «ai caduti alpini / di tutte le guerre / nel centenario glorioso / l'associazione nazionale alpini / mcmxlviii»